# Paulinus (Konsul 498)
(Flavius) Paulinus war ein spätantiker römischer Politiker zur Zeit des Ostgotenreichs.
Paulinus war im Jahr 498 zusammen mit Johannes Skytha Konsul und wurde um das Jahr 510 zum patricius ernannt. Zwischen 507 und 511 erhoben Rufius Postumius Festus und Quintus Aurelius Memmius Symmachus nicht näher spezifizierte Anschuldigungen gegen ihn. Er war ein Freund und Unterstützer des Dichters Felix. König Theoderich übertrug ihm und seinen Erben alle ungenutzten Getreidespeicher in Rom.
Er ist wahrscheinlich identisch mit Paulinus, dem consularis vir, dessen Eigentum Boethius behauptete, knapp vor habgierigen Höflingen gerettet zu haben.